# Ley de Gobierno de Irlanda de 1920
La Ley del Gobierno de Irlanda de 1920 (10 y 11 Geo. 5. c. 67; en inglés: Government of Ireland Act 1920) fue una ley del Parlamento del Reino Unido. Su título completo era «Ley para mejorar el gobierno de Irlanda»; también se conoce como el Fourth Home Rule Bill o (incorrectamente) la Fourth Home Rule Act, e informalmente se la conoce como la Ley de Partición. La ley pretendía dividir Irlanda en dos entidades políticas autónomas: los seis condados del noreste formarían «Irlanda del Norte», mientras que la mayor parte del país formaría «Irlanda del Sur». Ambos territorios permanecerían formando parte del Reino Unido de Gran Bretaña e Irlanda, y se preveía su futura reunificación mediante un Consejo de Irlanda. La Ley fue aprobada por el Parlamento británico en noviembre de 1920, recibió el consentimiento real en diciembre y entró en vigor el 3 de mayo de 1921.
La pequeña Irlanda del Norte se creó debidamente con un gobierno descentralizado y permaneció dentro del Reino Unido. La mayor parte de la ciudadanía de Irlanda del Sur no fue reconocida por la mayoría de sus ciudadanos, quienes, en cambio, reconocieron a la autoproclamada República Irlandesa durante la guerra de Independencia irlandesa. El conflicto culminó en el tratado anglo-irlandés en diciembre de 1921. En virtud de este tratado, Irlanda abandonaría el Reino Unido (con la opción de que Irlanda del Norte se separara y permaneciera dentro del Reino Unido, lo cual hizo inmediatamente) en diciembre de 1922 y se convertiría en el Estado Libre Irlandés, que posteriormente se convertiría en la actual República de Irlanda. Las instituciones establecidas en virtud de esta Ley para Irlanda del Norte continuaron funcionando hasta que fueron suspendidas por el Parlamento británico en 1972 como consecuencia del conflicto norirlandés.
Las disposiciones restantes de la Ley aún vigentes en Irlanda del Norte fueron derogadas según los términos del Acuerdo de Viernes Santo de 1998.

## Nota
1. ↑  Gallagher, Frank (1957). The Indivisible Island. London: Victor Gollancz Ltd. p. 138.
2. ↑  O'Day, 1998, p. 299.
3. ↑  Jackson, 2004, p. 368–370.